# 思可法

麓川在思可法时期的最大统治疆域

思可法（1294年—1369年），傣语称思翰法（羅馬化：Hso Hkan Hpa）。麓川（勐卯）君主，麓川思氏政权的缔造者，元朝平缅宣慰司宣慰使。
思可法的身世和早年经历拥有不同版本的记载，1335年继位麓川的说法较为可靠。思可法在执政内发动了多次兼并战争，吞并了木邦、孟密等缅北傣邦，趁着元朝政府无力控制滇西边疆，迅速崛起壮大，多次挫败元军的讨伐。随后，思可法西进攻打印度阿洪姆王国并迫使其称臣纳贡。1355年，思可法选择归附元朝，接受了“平缅宣慰使”的土司头衔。1363年，麓川军南下灭亡缅甸实皆王国与彬牙王国。
思可法是现代傣族文化崇拜的对象，在民间被尊为“思南王”，也是瑞丽傣族所认同的地方保护神（勐神），至今仍有祭祀思可法的活动。

## 名号
“思可法”之名在不同文献中有不同的写法。傣文献大多记为思翰法、召思翰法、召弄思翰法或召翰法，也译思汉法、思贺法，《孟定土司源流》作召软、罕软或召法弄罕软，《刀思忠及其先祖史》除了思翰法之外还称其为思洛、召三达，在民间又有“思南王”的称呼。汉文献中，“思可法”一名是明代早期史料常用的写法，不同文献中也有多种译法，如《百夷传》作思可发，《土官底簿》作思看法，《滇云历年传》作斯可伐，因数次挫败元军的进攻，《元史》将其记为死可伐。缅甸史籍记载的思可法与原名差异较大，《琉璃宫史》作多基发，《华人莅缅各地记》作思钦发。
《勐果占璧简史》、《兴威编年史》、《嘿勐咕勐》、《麓川思氏谱牒》、《广母货卯》等文献均记载其本名并非思翰法，而是在继位后更名的。《勐果占璧简史》、《兴威编年史》记载的思翰法本名为混依翰罕（羅馬化：Hkun Yi Hkang Hkam）；《嘿勐咕勐》记载其本名为召伊（羅馬化：Chao Yi）；《麓川思氏谱牒》记载为刹远（羅馬化：Hsa Ywang）；《广母货卯》记载为三古戛盖。《勐果占璧简史》、《兴威编年史》、《麓川思氏谱牒》都记载了“思翰法”一名的由来与虎有关，按《勐果占璧简史》说法：混依翰罕少年时，地方守护神托梦让其取走天神的玉玺，翰罕照做；第二天他在山上割茅草时，天神变作一只大虎向翰罕扑来，并未伤害他，而是从其头顶跃过。思翰法的“思”（ᥔᥫᥴ）姓，在德宏傣语中有“虎”的意思。

## 身世
在傣文献的记载中，思可法有多种不同的身世背景，大部分均记载其为王族后裔、根仑与根兰后人。《勐果占璧简史》和《兴威编年史》记载，思可法是勐卯君主芳罕的妃子与勐卯前统治者召法弄宏勐化成的神灵生下的孩子，芳罕和召法弄宏勐都是根兰（混来）后裔。《嘿勐咕勐》记载，思可法为傣蚌之子，傣蚌是根兰（混来）后裔、“允线遮”（今缅甸兴威一带）的“召”，也是芳罕的二哥。阿萨姆傣族的《菩愣记》中，思可法是勐卯君主帕苗蚌（Pameoplung）的王后与天神之孙布拉翰登（Blakkhamdeng）的孩子，帕苗蚌是傣蚌之子。英国学者内伊·埃里亚斯根据印度阿萨姆和缅甸的文献整理出《上缅甸和云南西部掸族历史概述》一书，当中还记载了另一种说法，思可法之父名为召艾莫康能（Chau-Ai-Mo-Kam-Neng），召艾莫康能是根苏（Kun-Su）的后人，根苏则是根仑（混陆）七子、孟养君主。
少部分文献记载思可法出身平民。《麓川思氏谱牒》中，思可法早年是牧牛人；《孟定土司源流》中，思可法前世是芳罕幼子，因为做了缺德事，受到神灵惩罚，转世为放牛的穷人。

## 出生
不同文献中的思可法拥有大相径庭的身世背景，也都有各自版本的出生年份和地点。《勐果占璧简史》中，思可法之母被芳罕逐出王宫，思可法出生在“曼南盖劳”的“峦劳”，瑞丽民间传说认为指的是今瑞丽市勐卯街道姐勒村南闷的后山脚。《兴威编年史》则称思可法出生于“南博河”（Nam Paw）岸边的山脚下。《嘿勐咕勐》中，思可法出生于“南鸠江”（伊洛瓦底江）畔的“瓦晃”（今缅甸阿瓦）。《广母货卯》记载，思可法出生于“勐鸠”，即今缅甸密支那东南的伊洛瓦底江东岸。《麓川思氏谱牒》载，思可法出生于“蛮海”，时间是公元1294年。《孟定土司源流》载，思可法生于“遮兰”，时间是13世纪初。據埃里亚斯收集到的文献顯示，思可法生于13世纪初。

## 继位麓川君主
大部分文献记载，麓川前任君主无嗣，思可法是由麓川的大臣推上王位。《勐果占璧简史》、《思汉法王》载，1310年，前任君主南玉罕良逝世，勐卯无主，大臣拥立思可法为王，思可法继位后封其弟混三弄为“副王”（坚勐），并兼任孟拱王。《兴威编年史》与《勐果占璧简史》记载相同，时间却是公元1152年。《麓川思氏谱牒》和《孟定土司源流》载，前任君主罕静法（芳罕之孙）逝世，地方无人管理，大臣受天旨意，将四匹马放出城，骏马奔驰到思可法面前跪下，大臣拥立思可法为勐卯王，时间是1240年，方国瑜认为应推后一百年，实为1340年。《广母货卯》记载，前任国王“吉塔贡玛拉”离世后，勐卯没有官，人们到勐鸠请思可法到勐卯做官。
少部分文献中，思可法是经世袭得到王位，此说见于《刀思忠及其先祖史》、《菩愣记》和埃里亚斯所收集到的文献。《菩愣记》称，前任勐卯君主帕苗蚌无嗣，本来将由外甥苏卡法继位，结果王后在与神灵有过交往后生下了思可法，思可法顺位继承勐卯王位，苏卡法被迫离开，前往布拉马普特拉河畔建立阿洪姆王国。埃里亚斯收集到的文献表示，思可法之父召艾莫康能1220年逝世，思可法继位勐卯。
《嘿勐咕勐》则表示，思可法是通过武力取得王位，1335年，思可法与其弟三弄带着军队抵达勐卯，勐卯君主朗戛将王位禅让给思可法。

## 统治

### 第一次扩张
1335年思可法继位後，首先在“允遮海”（今缅甸南坎东北的遮海）建都，两年后迁都“允遮兰”（今缅甸木姐西南的姐南）。允遮兰建好后不久，思可法与邻近傣族各邦结盟，并出兵攻克了不愿结盟的勐英（今缅甸兴威西南的孟英）。约1338年，思可法与孟密爆发战争，孟密君主战败身亡，思可法吞并孟密。约1342年，思可法与耿马爆发战争。约1343年，思可法任命岛翰勐（刀干孟）为木邦勐独的“召”，岛翰勐在思可法去世后，于1397年反抗麓川，赶走了君主思伦法，史称“刀干孟之乱”。
麓川原属元朝行政区划中的“麓川路”，麓川前统治者拥有“麓川路军民总管”的头衔。元朝可能曾授予思可法麓川土官的名号，但未纳入正史记载，还有学者认为1331年受命为麓川路总管土官的人物可能就是思可法。

### 与元朝的战争
思可法在发展壮大、吞并邻邦的过程中不可避免与元朝发生冲突。1342年12月，元顺帝赐云南行省参知政事不老三珠虎符，以兵讨思可法，不老奉命却未出征。1346年6月，元顺帝任命亦秃浑为云南行省平章政事，与河南参政贾敦熙一同讨伐思可法，元军因瘴气退兵。1346年7月，降诏招谕思可法。1347年3月，云南王孛罗向北京报捷，实际孛罗谎报战捷，元军遭到了严重损失。同年，元朝派遣元帅述律遵道招抚思可法，随后，派遣亦秃浑发兵讨伐，战败。1348年，元朝令答失八都鲁讨伐思可法，仍以失败告终。元朝对思可法的扩张处于无可奈何的境地，曾发布招谕尝试离间思可法的属下，并悬赏其性命。傣文史籍《嘿勐咕勐》提到，1337年，元军也曾进讨思可法，在三台山地区被思可法击败，不过此说并未见于汉文史书。

### 第二次扩张
击败元军后，思可法乘胜吞并邻邦，将扩张转向东南，使暹罗、八百、老挝、车里、白古等国向其纳贡，方国瑜、江应等学者认为思可法只是在击败元军后声势极盛时派使臣联络这些地区，与邻近的政权建立了联盟关系，尚没有到纳贡的地步。东南方战事结束，思可法挥师西进，以其弟混三弄为总兵，征讨“勐卫萨丽”（今印度阿萨姆），勐卫萨丽投降纳贡；班师回程的途中，混三弄被部下陷害，部下向思可法诬告其将在孟养拥兵自立，思可法听信诬言，赐混三弄毒酒自尽。

### 受封宣慰使
1355年，思可法向元廷称臣，派其子满散入贡，以免再遭征伐。此时元朝腹地爆发红巾军起义，无法顾及边疆地区，也无力将思可法侵占的地区物归原主，于是设置羁縻政区平缅宣慰司，任命思可法为宣慰使，标志元朝政府承认了思可法对傣族诸部的控制。

### 第三次扩张
获得元朝的承认后，思可法再次发兵扩张领土，趁着云南行省与大理段氏不和，发兵侵占远干府（今镇沅）和威远府（今景谷），元梁王无力克复。1360年，思可法认为允遮兰地方狭小，人们只有居住的地盘，缺少田地，于是率领国民离开允遮兰，抵达“达本”（今瑞丽雷允村喊板寨），建立“达本城”。
1363年，思可法将军队统治权交给长子思并法，南下攻打缅甸诸邦。麓川军首先攻克太公城，太公国王南逃实皆；麓川军抵达实皆，实皆国王弃城而逃，麓川军诛杀太公国王；随后横渡伊洛瓦底江，攻克彬牙王国，将彬牙国王那腊都掳走并囚禁在麓川，时为1364年之事。实皆与彬牙遭到麓川军的打击而迅速败落，不久后相继亡国。两年后，思可法将都城迁至南卯河（瑞丽江）以北三里的“塔苏乌”，塔苏乌即今瑞丽城区勐卯镇。

## 去世
1369年，思可法去世，享年75岁，长子思并法继位。多部傣文史书记载思可法享年85岁，方国瑜认为应系75岁之误。根据汉文史书《百夷传》的记载推测，思可法卒于1370年前后。

## 子嗣
在不同的文献中，思可法的子嗣有多种记载，这也导致文献记载的思可法至思伦法之间麓川君主传袭十分混乱。
| 名字                               | 世系                         | 文献 | 事迹 | 参考                                             |
| ---------------------------------- | ---------------------------- | --- | --- | ------------------------------------------------ |
| 思并法 思炳法 思恒法 昭并发        | 思可法长子                   | 《勐勐土司世系》 《孟定土司源流》 《麓川思氏谱牒》 《兴威编年史》 《百夷传》 《上缅甸和云南西部掸族历史概述》 《嘿勐咕勐》 | 思可法死后继任麓川王位，思氏王朝第二代君主。 | [ 84 ] [ 85 ] [ 86 ] [ 76 ] [ 79 ] [ 81 ] [ 77 ] |
| 思戛法 昭肖发                      | 思可法次子                   | 《勐勐土司世系》 《百夷传》                                                                                                | 杀死外甥台扁（思洪法），继任麓川王位，思氏王朝第四代君主，被人民所杀。 | [ 84 ] [ 85 ] [ 86 ] [ 76 ] [ 79 ] [ 81 ] [ 77 ] |
| 思戛法 昭肖发                      | 思可法次子                   | 《嘿勐咕勐》 | 赶走外甥思秀法，成为思氏王朝第三代君主。 | [ 84 ] [ 85 ] [ 86 ] [ 76 ] [ 79 ] [ 81 ] [ 77 ] |
| 满散 莽三                          | 思可法之子                   | 《百夷传》 《元史》 | 1355年入贡大都，《百夷传》载为思伦法之父。 | [ 84 ] [ 85 ] [ 86 ] [ 76 ] [ 79 ] [ 81 ] [ 77 ] |
| 思秀法 思洪法 台扁                 | 思可法长孙                   | 《百夷传》 《勐勐土司世系》                                                                                                | 接替其父继任麓川王位，思氏王朝第三代君主，被叔父思戛法（昭肖发）所杀。 | [ 84 ] [ 85 ] [ 86 ] [ 76 ] [ 79 ] [ 81 ] [ 77 ] |
| 思秀法 思洪法 台扁                 | 思可法长孙                   | 《兴威编年史》 | 接替其父继任麓川王位，思氏王朝第三代君主，被人民所杀。 | [ 84 ] [ 85 ] [ 86 ] [ 76 ] [ 79 ] [ 81 ] [ 77 ] |
| 思秀法 思洪法 台扁                 | 思可法长孙                   | 《上缅甸和云南西部掸族历史概述》 《孟定土司源流》 《麓川思氏谱牒》                                                         | 接替其父继任麓川王位，思氏王朝第三代君主。 | [ 84 ] [ 85 ] [ 86 ] [ 76 ] [ 79 ] [ 81 ] [ 77 ] |
| 思秀法 思洪法 台扁                 | 思可法长孙                   | 《嘿勐咕勐》 | 其父死后，叔父思戛法篡位，叔父暴毙后回到麓川继任王位，成为思氏王朝第四代君主。 | [ 84 ] [ 85 ] [ 86 ] [ 76 ] [ 79 ] [ 81 ] [ 77 ] |
| 思瓦法 思万法 思瓦发 召瓦法        | 思可法三子                   | 《勐勐土司世系》 《百夷传》                                                                                                | 前任君主思戛法（昭肖发）被人民杀害，人民拥立思瓦发（思万法）为王，是为思氏王朝第五代君主。 | [ 84 ] [ 85 ] [ 86 ] [ 76 ] [ 79 ] [ 81 ] [ 77 ] |
| 思瓦法 思万法 思瓦发 召瓦法        | 思可法长孙思秀法（台扁）之子 | 《嘿勐咕勐》 | 思秀法死后，思瓦法继任王位，是为思氏王朝第五代君主。 | [ 84 ] [ 85 ] [ 86 ] [ 76 ] [ 79 ] [ 81 ] [ 77 ] |
| 思瓦法 思万法 思瓦发 召瓦法        | 思可法长孙思秀法（台扁）之子 | 《上缅甸和云南西部掸族历史概述》                                                                                           | 接替台扁，成为思氏王朝第四代君主。 | [ 84 ] [ 85 ] [ 86 ] [ 76 ] [ 79 ] [ 81 ] [ 77 ] |
| 思的法 思也法                      | 思可法长孙思洪法之子         | 《麓川思氏谱牒》 《孟定土司源流》                                                                                          | 接替思洪法，成为思氏王朝第四代君主。 | [ 84 ] [ 85 ] [ 86 ] [ 76 ] [ 79 ] [ 81 ] [ 77 ] |
| 思伦法 思混法 思仑发 思户煖 思洪暖 | 思可法之孙、满散之子         | 《百夷传》 | 接替思瓦发（思万法）继任麓川王位，思氏王朝第六代君主，与明朝爆发战争。 | [ 84 ] [ 85 ] [ 86 ] [ 76 ] [ 79 ] [ 81 ] [ 77 ] |
| 思伦法 思混法 思仑发 思户煖 思洪暖 | 思可法外甥、混三弄之子       | 《嘿勐咕勐》 | 接替思瓦发（思万法）继任麓川王位，思氏王朝第六代君主，与明朝爆发战争。 | [ 84 ] [ 85 ] [ 86 ] [ 76 ] [ 79 ] [ 81 ] [ 77 ] |
| 思伦法 思混法 思仑发 思户煖 思洪暖 | 思可法长孙思洪法之长孙       | 《麓川思氏谱牒》 《孟定土司源流》                                                                                          | 接替其父思的法（思也法），思氏王朝第五代君主。 | [ 84 ] [ 85 ] [ 86 ] [ 76 ] [ 79 ] [ 81 ] [ 77 ] |
| 思伦法 思混法 思仑发 思户煖 思洪暖 | 思可法之孙                   | 《兴威编年史》 | 思可法有一妃名为南康翰少（Nang Kang Hkam Hsao），在与思可法发生争执之后前往中国，并在中国诞下一子，名为混普翰（Hkun Pu Hkam）。混普翰有一子名为混普告（Hkun Pu Kaw）。麓川君主台扁死后，大臣找到混普翰并希望他出任勐卯召法，混普翰推荐混普告。混普告继任麓川君位，是为思氏王朝第四代君主，继位后更名思混法。 | [ 84 ] [ 85 ] [ 86 ] [ 76 ] [ 79 ] [ 81 ] [ 77 ] |

## 文化象征
德宏傣族的文化中包括许多由历史演变为原始崇拜的内容，瑞丽地区的傣族将“召货罕”作为地方保护神（勐神），召货罕的原型正是思可法。历史上会在每年的5月（傣曆7月）举行祭祀，择日以初七、十七、二十七为宜，主祭人是勐卯正印土司，祭坛位于今瑞丽市区以东的广贺罕山，祭品选用黄牛、公鸡、米酒、饭、茶等物。随着20世纪50年代土地改革运动的结束，瑞丽土司制度废除，作为土司封建统治之精神支柱的“勐神”祭祀也相应废止。不过民间对“召货罕”勐神的敬仰依然存在，当地居民自发在祭坛原址修建了“神宫”，主祭人改为邻近的棒蚌村村长。

## 引用
1. 1 2  C. Daniels（2018），229页
2. ↑  陆韧（2008），64-65页
3. ↑  勐勐土司世系，49页
4. 1 2 3 4  J. G. Scott（1967），17页
5. ↑  孟尊贤（2007），335页
6. ↑  银云瑞雾的勐果占璧简史，43页
7. ↑  孟尊贤（2007），977页
8. 1 2 3 4  N. Elias（1876），17页
9. ↑  孟连宣抚史，30页
10. 1 2 3 4  广母货卯，228页
11. 1 2 3 4  孟定土司源流，590页
12. 1 2  刀思忠及其先祖史，98页
13. 1 2  百夷传，52页："至正戊子，麓川土官思可发数侵扰各路，元帅搭失把都讨之，不克。"
14. ↑  土官底簿·卷上，镇康州知州条，七十七页："大闷法百夷人从麓川宣慰思看法征讨有功充招募名目拟管林马甸寨故男曩博袭职有思看法为见"
15. ↑  滇云历年传·卷五，233页："（至正）六年，木邦夷斯可伐作乱。"
16. 1 2  元史·卷四十·顺帝本纪，865页："（至正二年十二月）丙辰，赐云南行省参知政事不老三珠虎符，以兵讨死可伐。"
17. 1 2 3  琉璃宫史，330页
18. ↑  李谋（2008），76页
19. ↑  银云瑞雾的勐果占璧简史，39页
20. ↑  嘿勐咕勐，79页
21. 1 2  方国瑜（2001），535页
22. ↑  银云瑞雾的勐果占璧简史，39-40页
23. ↑  孟尊贤（2007），437页
24. ↑  银云瑞雾的勐果占璧简史，33-37页
25. ↑  嘿勐咕勐，78页
26. ↑  银云瑞雾的勐果占璧简史，24页
27. ↑  G. C. Barua（1930），43页
28. ↑  银云瑞雾的勐果占璧简史，36页
29. ↑  嘿勐咕勐，78-79页
30. ↑  方国瑜（2001），539-540页
31. ↑  刀保尧（2005），100页
32. ↑  银云瑞雾的勐果占璧简史，40-41页
33. ↑  思汉法王——思可法，-163-165页
34. 1 2 3 4 5 6 7  J. G. Scott（1967），18页
35. ↑  方国瑜（2001），535-536页
36. ↑  G. C. Barua（1930），43-44页
37. ↑  J. N. Phukan（1991），889页
38. ↑  嘿勐咕勐，79-80页
39. ↑  银云瑞雾的勐果占璧简史，41页
40. ↑  银云瑞雾的勐果占璧简史，42页
41. ↑  银云瑞雾的勐果占璧简史，43-44页
42. ↑  银云瑞雾的勐果占璧简史，45-46页
43. ↑  银云瑞雾的勐果占璧简史，47页
44. ↑  明太祖实录·二五五卷，3679页，洪武三十年九月戊辰条："麓川平缅宣慰使司刀干孟叛逐其宣慰使思伦发"
45. ↑  元史·卷三十四·文宗本纪，750页："（至顺元年二月）云南麓（州）〔川〕等土官来贡方物。"
46. 1 2  元史·卷三十五·文宗本纪，785页："（至顺二年五月）庚寅，立云南省（芦传）〔麓川〕路军民总管府，以土官为之，制授者各给金符。"
47. ↑  C. Daniels（2018），230页
48. ↑  （1986），110页
49. ↑  方国瑜（1958），65页
50. ↑  元史·卷四十一·顺帝本纪，875页："（至正六年六月）丁巳，诏以云南贼死可伐盗据一方，侵夺路甸，命亦秃浑为云南行省平章政事讨之。"
51. ↑  明野史，转引自云南通志·卷一百九十一·南蛮志一之三·群蛮三，十七页，麓川死可伐条："〔倪辂明野史〕……至正丙戌命河南参政贾敦熙讨之以瘴起还师"
52. ↑  元史·卷四十一·顺帝本纪，875页："（至正六年秋七月）丁亥，降诏招谕死可伐。"
53. ↑  元史·卷四十一·顺帝本纪，877页："（至正七年三月）乙丑，云南王孛罗来献死可伐之捷。"
54. 1 2 3  方国瑜（2001），539页
55. ↑  元史·卷一百八十六·归旸传，4270页："（至正七年）云南死可伐叛，诏以元帅述律遵道往喻之；未几，命平章政事亦都浑将兵讨之，事久无功。"
56. ↑  明野史，转引自云南通志·卷一百九十一·南蛮志一之三·群蛮三，十七页，麓川死可伐条："〔倪辂明野史〕……戊子再命搭失把都鲁讨之亦不克引还"
57. 1 2  江应（1983），234页
58. ↑  金华黄先生文集·卷第七·续藁四，第一至二页，招谕云南土官等诏："诏书到日除死可伐不赦外应有被死可伐胁从诖误之人纳欵出降者并免本罪各安家业元有官者悉复其官能生擒死可伐及杀获其首级者具以闻优加赏赉升擢其死可伐族属能生擒杀获本贼者命为本路土官"
59. ↑  嘿勐咕勐，81-82页
60. ↑  明野史，转引自云南通志·卷一百九十一·南蛮志一之三·群蛮三，十七页，麓川死可伐条："〔倪辂明野史〕……可法遂乘胜并合诸路而有之乃罢土官以各甸赏有功者"
61. ↑  银云瑞雾的勐果占璧简史，46页
62. ↑  嘿勐咕勐，85页
63. ↑  江应（1983），233页
64. ↑  银云瑞雾的勐果占璧简史，47-49页
65. ↑  嘿勐咕勐，83-84页
66. ↑  刀思忠及其先祖史，99-100页
67. ↑  明野史，转引自云南通志·卷一百九十一·南蛮志一之三·群蛮三，十七页，麓川死可伐条："〔倪辂明野史〕……然懼再举伐之于是遣其子满散入朝以输情款"
68. ↑  腾越州志·卷十·土司，139-140页，麓川土司条："遣其子满散入贡时中原乱元人不暇顾边外遂寝而不问麓川遂座大矣"
69. ↑  方国瑜（1958），67页
70. 1 2  元史·卷四十四·顺帝本纪，926页："（至正十五年八月）云南死可伐等降，令其子莽三以方物来贡，乃立平缅宣慰司。"
71. ↑  元史·卷九十二·百官志，2340页："至正十五年八月，以云南死可伐等降，令其子莽三入贡方物，乃置平缅宣抚司以羁縻之。"
72. ↑  百川（1986），56页
73. ↑  云南机务钞黄，洪武十六年六月二十七日，556页："谕征南将军总兵官颍川侯傅友德副总兵永昌侯蓝玉西平侯沐英知道：近于六月中旬，遣归车里使臣遣官间问云南老人，皆说死可伐地方三十六路，元朝时都设官，后被蛮人专其地，已四十年矣。因近云南、大理不和，其蛮又侵楚雄西南边远干、威远二府，梁王无力克复，至今蛮占。"
74. ↑  何耀华（2011），125页
75. ↑  陆惠傣（2012），160页
76. 1 2 3  孟定土司源流，591页
77. 1 2 3  J. G. Scott（1967），19页
78. ↑  琉璃宫史，331页
79. 1 2 3  方国瑜（2001），541页
80. ↑  勐勐土司世系，59页
81. 1 2  百夷传，55-58页："思可发死，子昭并发立。八年，传其子台扁。年，台扁从父昭肖发杀之而自立，期年，盗杀昭肖发，众立其弟思瓦发。国朝洪武辛酉，平云南。明年，思瓦发寇金齿。是冬，思瓦发略于者阑、南甸。其属达鲁方等辄立满散之子思仑发，而杀思瓦发于外。"
82. ↑  江应樑（1980），55页
83. ↑  方国瑜（1998），640页
84. ↑  勐勐土司世系，59-67页
85. ↑  嘿勐咕勐，87-90页
86. ↑  N. Elias（1876），27页
87. ↑  孟连宣抚史，41页
88. ↑  嘿勐咕勐，97页
89. ↑  张建章（1992），94页
90. ↑  朱德普（1994），81-82页
91. ↑  吕大吉（1999），76-78页